# Kostel Povýšení svatého Kříže (Údlice)
Kostel Povýšení svatého Kříže je římskokatolický kostel zasvěcený Povýšení svatého Kříže v Údlicích v okrese Chomutov. Od roku 1963 je chráněn jako kulturní památka. Jeho současná podoba vychází z úprav v první polovině 19. století.

## Historie
Pozdně románský kostel vznikl koncem první třetiny 13. století. Během 14. století byla přistavěna věž a kostel byl opevněn mimo jiné hradbou a vodním příkopem, který je doložen na mapě z roku 1723 a otisku mapy stabilního katastru z roku 1843. V roce 1450 došlo v Údlicích k vojenské potyčce, během které byl opevněný kostel dobyt žateckým a lounským vojskem a bylo tu zajato sedmnáct jezdců Mikuláše z Lobkovic. V 17. století prošel za Jana Adama Hrzána z Harasova raně barokní úpravou, během které byla prodloužena chrámová loď a na jižní straně přistavěna kaple. Poslední úpravy v klasicistním stylu proběhly v 19. století, kdy bylo zjednodušeno západní průčelí, opraven krov a loď byla zakryta plochým stropem.

## Popis

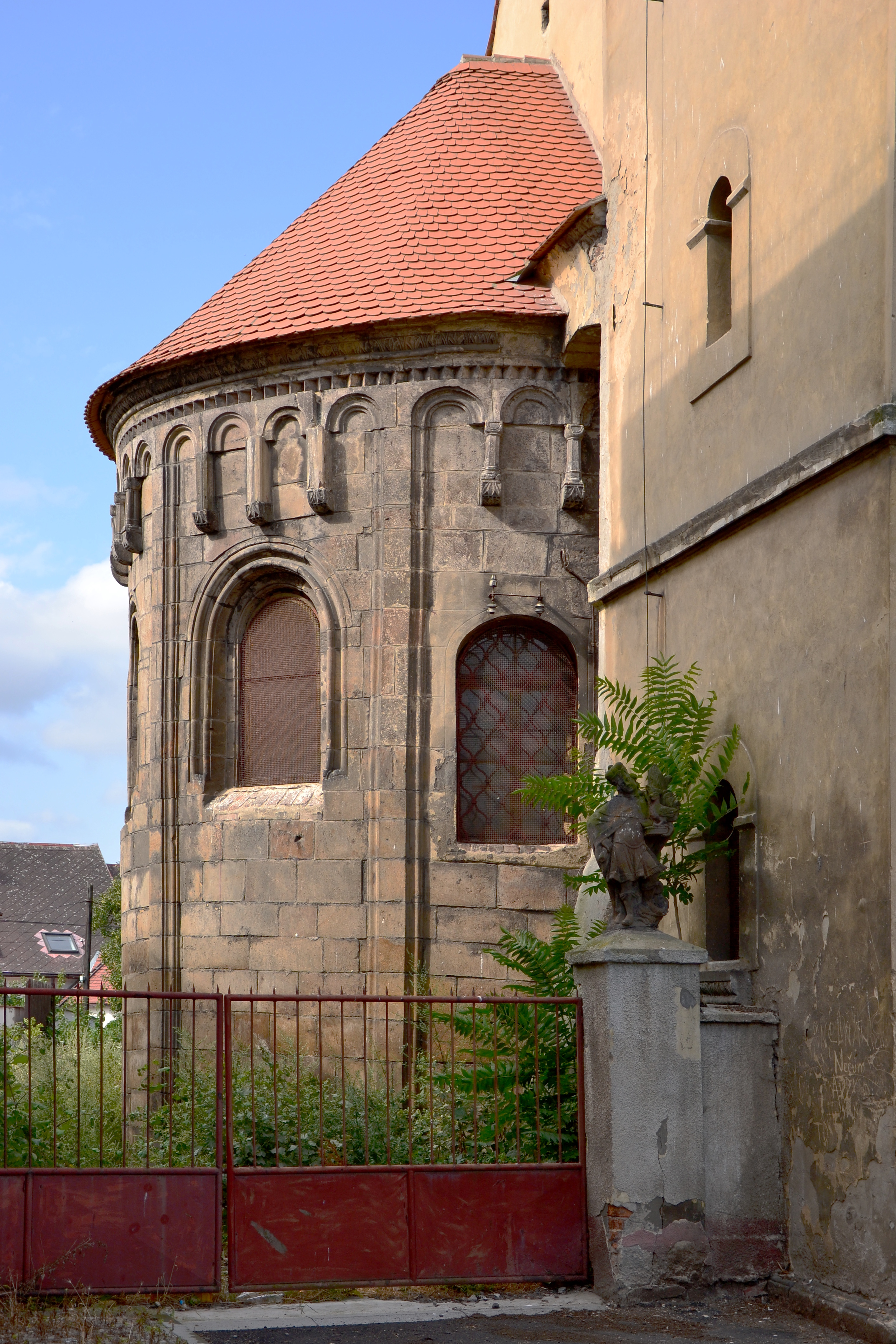
Apsida

Kostel stojí volně a jeho loď je orientována k východu. Na severní straně k němu byla přistavěna gotická věž s křížově zaklenutou sakristií v přízemí. Vstup do vyšších pater umožňuje předsíň u západní zdi věže. Chrámová loď je obdélná a plochostropá. Během opevňovacích úprav byla zvýšena o vyložené obranné patro, jehož existenci dokládají mohutné pískovcové krakorce. V rámci barokních úprav do ní byla vložena podklenutá kruchta. Pozdně barokní je také obdélná kaple s křížovou klenbou přistavěná k jižní straně kostela. Kaple se do lodi otevírá vítězným obloukem.
Původní presbytář je tvořen půlkruhovou románskou apsidou o vnějším průměru 8 m, která je zaklenuta románskou žebrovou klenbou. Vnější stěna apsidy je rozdělena čtyřmi lizénami, které vybíhají do obloučkového vlysu neseného rozdílně zdobenými dříky s krychlovými hlavičkami. Stěnu apsidy ukončuje podstřešní římsa se zubořezem. V pětici polí mezi lizénami jsou umístěna oblouková okna. Oknům na jižní a severní straně chybí ostění. Na venkovní zdi v blízkosti apsidy je odhalené pravidelné románské zdivo.

## Vybavení
Hlavní raně barokní oltář pochází z roku 1677 a pískovcová křtitelnice z roku 1725. Cenná je gotická socha Madony z období kolem roku 1410.

## Okolí kostela
V těsném sousedství kostela se nachází několik plastik, které sem byly přemístěny ze zaniklých sídel. Těsně u kostelní zdi stojí smírčí kříž původem z Nového Sedla. O několik metrů dál je socha svatého Václava ze zbořeného kostela v Hrušovanech a Pieta od Karla Waitzmanna z roku 1741, která původně stála v Milžanech. Nejdál od kostela stojí mariánský sloup s korintskou hlavicí. Vznikl okolo roku 1700 a dříve stál v Miřeticích u silnice do Kadaně. Na severní straně kostela, v prostoru mezi ním a farou, stojí sochy svaté Barbory a svatého Jana Nepomuckého.